# Сант'Ато (Терамо)
Сант'Ато (итал. Sant'Atto) је насеље у Италији у округу Терамо, региону Абруцо.
Према процени из 2011. у насељу је живело 669 становника. Насеље се налази на надморској висини од 216 м.